# Uliczny Opryszek

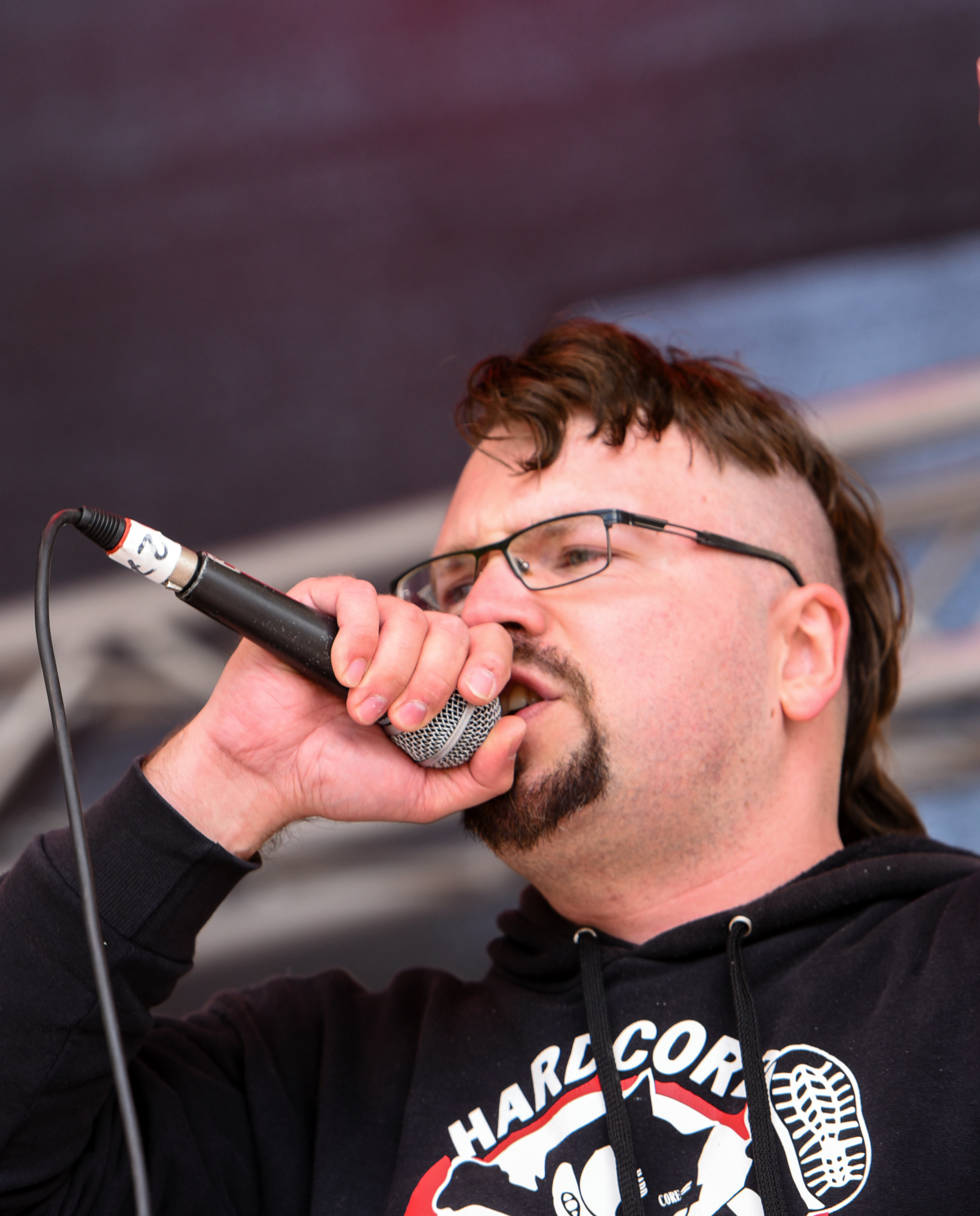
Hafen Rock 2019

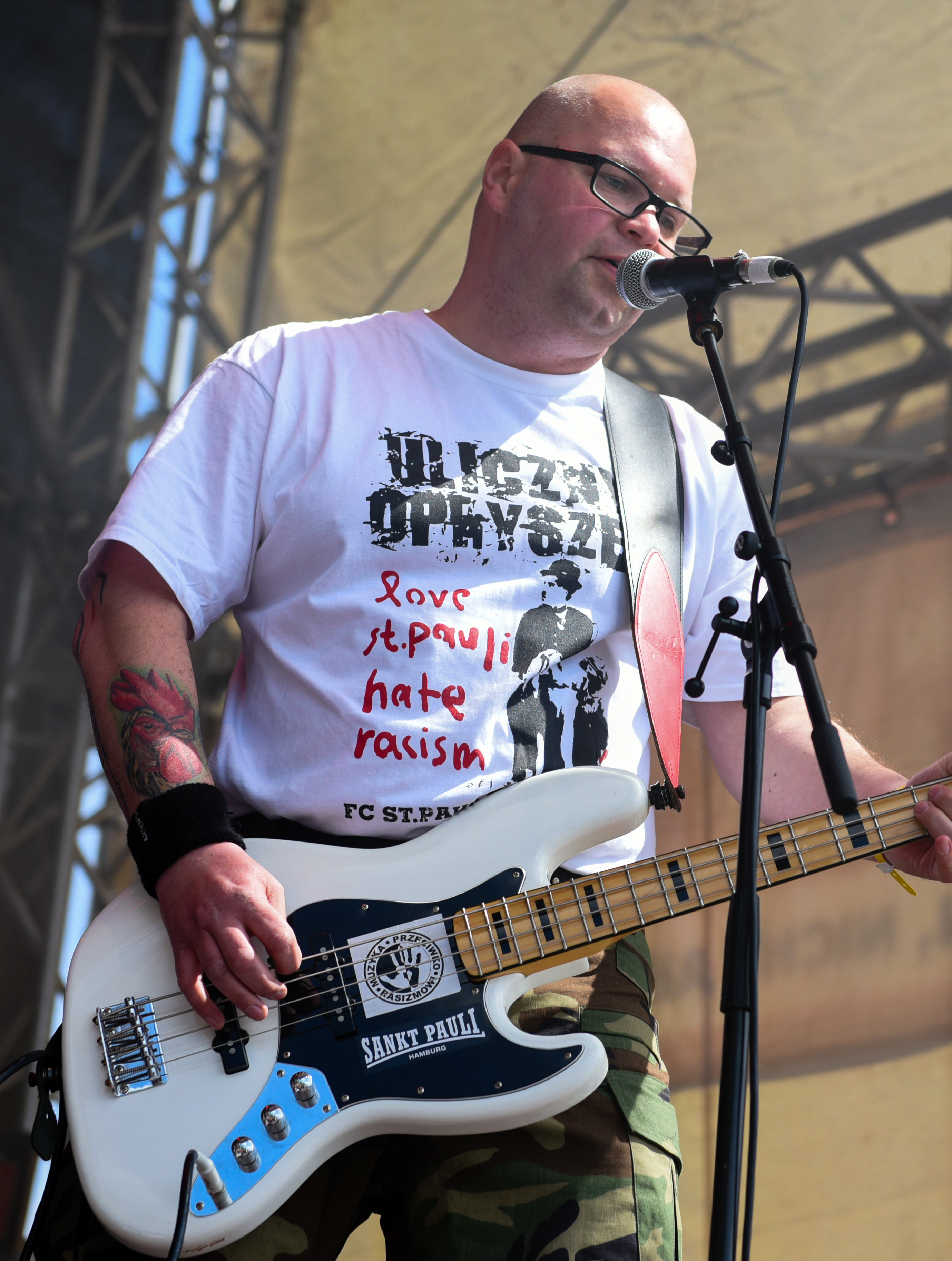
Hafen Rock 2019

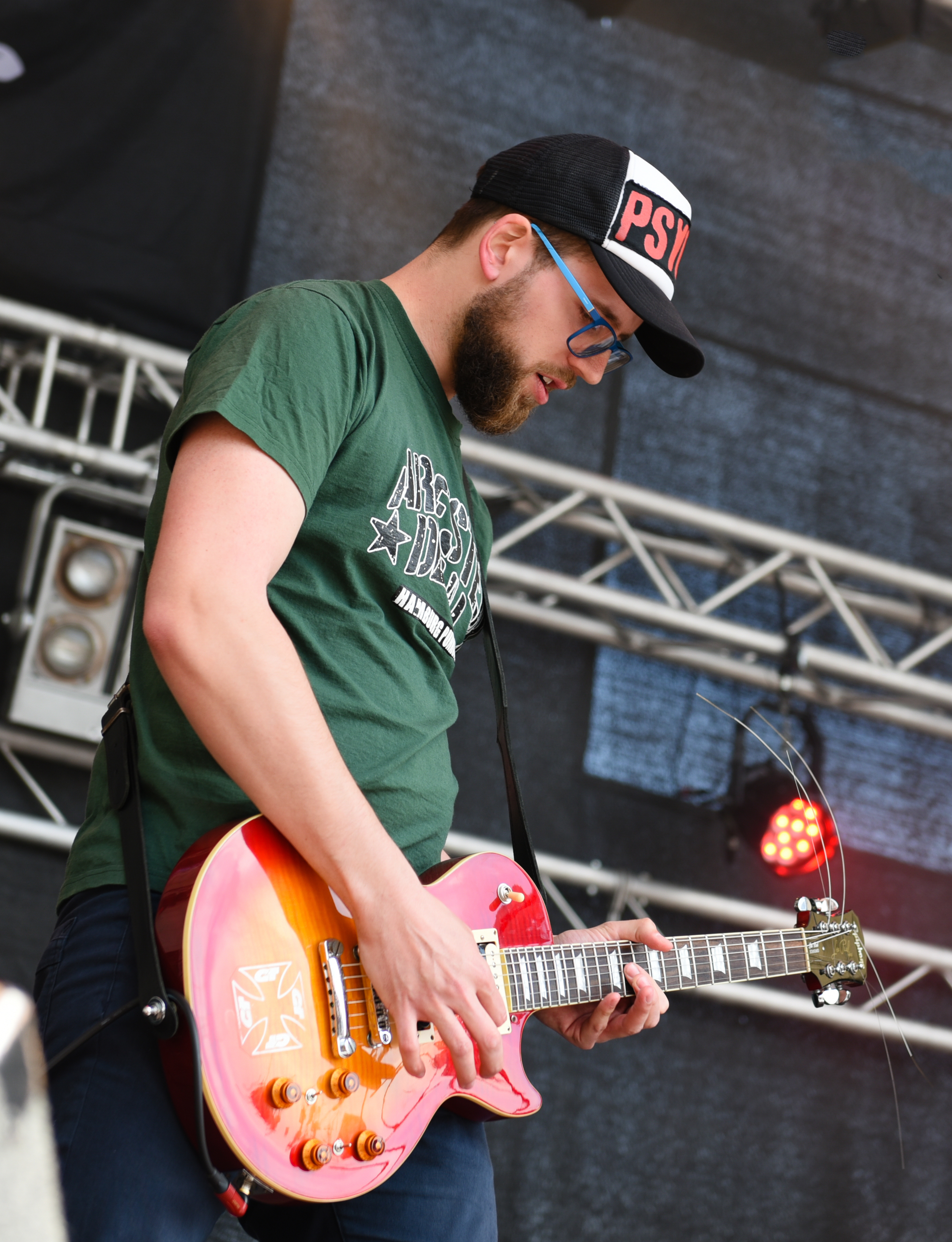
Hafen Rock 2019

Uliczny Opryszek – polski zespół muzyczny pochodzący z Nowego Tomyśla założony w grudniu 1991 r. Jest to kapela grająca muzykę zaliczaną do punk rocka, w szczególności według opinii niektórych autorów publikacji, szczególnie w początkach istnienia zespołu, w nurcie określanym jako punko-polo. Zespół występował w ramach polskich festiwali, w tym między innymi kilkukrotnie na Przystanku Woodstock / Pol’and’Rock Festival, Rock na Bagnie, Punk Fest, czy Ultra Chaos Punk Piknik. Ponadto koncertował także poza granicami, w tym w takich krajach jak Wielka Brytania, Niemcy, Czechy i Słowacja. Na 2024 r. dorobek kapeli obejmuje między innymi osiem albumów studyjnych oraz inne wydawnictwa muzyczne, w tym jeden split, EP, wydany w Stanach Zjednoczonych.

## Historia i występy

### Wprowadzenie do powstania i działalności grupy
Powstanie zespołu Uliczny Opryszek wiąże się z historią odejścia Bunta (Piotr Giglewicz) z zespołu Nauka o Gównie, w której pełnił funkcję perkusisty. To wydarzenie stało się impulsem do założenia nowego zespołu, co nastąpiło w grudniu 1991 r., choć sam pomysł powstał nieco wcześniej, a nazwa zespołu została przyjęta już jesienią tego właśnie roku. Miało to miejsce w Nowym Tomyślu (województwo wielkopolskie).
Historia i działalność muzyczna zespołu zaprezentowana jest w kolejnych rozdziałach, w tym poświęconych jego występom na festiwalach i koncertach oraz prezentujących dorobek w zakresie dyskografii i innych publikacji. Można tu przytoczyć na podstawie zestawienia prezentowanego przez zespół, że w latach 1992-2024 zespół dał 217 występów na różnych festiwalach i koncertach oraz wydał osiem albumów studyjnych. Warto przy tym zaznaczyć, że pierwszy koncert nowej kapeli miał miejsce w 1992 r., w rodzinnym mieście Nowym Tomyślu. Również pierwszy album muzyczny ukazał się już w 1992 r..
Ważnym aspektem działalności grupy jest zdecydowana postawa antyfaszystowska, antynacjonalistyczna, czy antyrasistowska oraz generalny sprzeciw wobec różnym formom dyskryminacji, promowanie empatii, ale też np. kwestie ochrony środowiska, sprzeciw wobec wojen, niesprawiedliwości i inne kwestie społeczne. Przejawiają się one zarówno w samej twórczości zespołu i w przekazie płynącym z niektórych utworów, jak i poprzez uczestnictwo w imprezach lub projektach o innym charakterze, w ramach których promowane są wymienione postawy oraz współtworzenie utworów muzycznych i publikacji o takiej tematyce, a także wyraźnych i mocnych wypowiedzi w tych tematach przy różnych okazjach, między innymi podczas występów kapeli. Jedną z bardziej znamiennych w tym kontekście akcji tego typu, w której kapela brała także udział, jest akcja pod nazwą „Muzyka Przeciwko Rasizmowi”, zainicjowana w 1997 r. przez Marcina Kornaka, założyciela i prezesa antyrasistowskiego Stowarzyszenia „Nigdy Więcej”.

### Historia i działalność zespołu
Jak wyżej wspomniano zespół Uliczny Opryszek powstał w grudniu 1991 r. Założycielami byli koledzy z jednej klasy w szkole zawodowej z Nowego Tomyśla. Kapela prowadziła próby w Domu Kultury w Nowym Tomyślu. Jednak po pewnym czasie zespół przestał istnieć, a jego reaktywacja nastąpiła w 1996 r., po której grupa działała około trzech lat. Po tym okresie znów nastąpił rozpad zespołu. Kolejna jego reaktywacja miała miejsce w 2000 r. i od tego momentu zespół istnieje oraz działa zarówno w zakresie wydawnictw muzycznych jak i koncertów oraz innej działalności poza muzycznej. Ten pierwszy okres działalności jak określają sami muzycy, to był chaos, zabawa i przyjęta przez zespół nazwa. Był to też okres w którym zmieniał się skład kapeli, działalność była nieregularna, były okresy, w których grupa nie istniała (a nawet jak to określają muzycy, w tym okresie kapela więcej nie istniała niż istniała), ale też okres w którym powstało sporo utworów, a pośród nich późniejsze hity.
W tym okresie zespół Uliczny Opryszek miał możliwość wystąpić w programie „Halo!gramy” emitowanym w telewizji Polsat. Muzycy wysłali do programu kasetę z albumem „Młodzież Punkowa 2”, która trafiła do Tomka Świtalskiego, jednego z prowadzących ten program. Zaprosił on zespół do wystąpienia na antenie. Jak wyjaśnił później muzyka z przesłanego albumu mocno skojarzyła mu się z twórczością zespołu Kryzys. Niebagatelny wpływ miał na to fakt, że był to okres kiedy w składzie zespołu był saksofonista ale i także muzyka grana przez kapelę była prosta. W trakcie programu zespół na żywo zagrał dwa utwory – „Butapren” i „Radio Ma Ryja”.
Zdarzyły się w tym okresie również taka sytuacja, że praca nad materiałem muzycznym i różne roszady personalne doprowadziły do powstania nowej kapeli i nagranie albumu pod innym szyldem. W ten właśnie sposób powstał zespół Robotnik. Gdy po rozpadzie zespołu Nauka o gównie do Ulicznego Opryszka dołączył basista z tego zespołu oraz na próby kapeli zaczął przychodzić brat Bunta – Mariusz Gilewicz (lider i wokalista Nauki o Gównie) – padła propozycja założenia nowego zespołu i tak powstał zespół Robotnik oraz jego pierwszy album wydany na kasecie magnetofonowej pod tytułem „Ciągle tyle krwi...”.
Po pierwszym okresie działalności zespołu pełnym różnych perturbacji i jego rozpadzie pod koniec lat 90. XX wieku, pojawił się pomysł założenia całkiem nowego zespołu, pod nową nazwą. Jednak już po kilku próbach nowego składu, kapela powróciła do starej nazwy i tak rozpoczął się nieprzerwalny później okres działalności muzycznej. Jednym z pierwszych większych występów grupy w nowej odsłonie był koncert w ramach Punkowej Orkiestry Świątecznej Pomocy w Krakowie z 2001 r. Po tym występnie działalność zespołu sukcesywnie rozwijała się, a kapela w kolejnych latach zakwalifikowała się i wystąpiła po raz pierwszy na „Przystanku Woodstock” w 2004 r. Wydawane również były kolejne albumy muzyczne. Mimo że skład zespołu czasem zmieniał się, zespół działał nieprzerwalnie także przez następne lata.

### Uczestnictwo w polskich festiwalach
W swojej karierze zespół uczestniczył w kilku festiwalach muzycznych i podobnych imprezach cyklicznych, w niektórych z nich kilkukrotnie. I tak jeśli chodzi o „Przystanek Woodstock”, później „Pol’and’Rock Festival”, to Uliczny Opryszek występował w edycji 10. Przystanku Woodstock, która odbyła się w Kostrzynie nad Odrą, w dniach od 30 do 31 lipca 2004 r., gdzie kapela grała na dużej scenie jako pierwszy zespół występujący w danym dniu, w edycji 19. Przystanku Woodstock, która odbyła się w Kostrzynie nad Odrą w dniach od 01 do 03 sierpnia 2013 r., a grupa grała w ramach „Pokojowej Wioski Kryszny”, w edycji 25. Pol’and’Rock Festival, również w Kostrzynie nad Odrą, która odbyła się w dniach od 01 do 03 sierpnia 2019 r. i tu również zespół grał w ramach „Pokojowej Wioski Kryszny” oraz w edycji 28. Pol’and’Rock Festival, która z kolei została zorganizowana na Lotnisku Broczyno-Czaplinek w województwie zachodniopomorskim, w dniach od 4 do 6 sierpnia 2022 r., a zespół grał na małej scenie.
Z innych polskich festiwali, na których kapela grała, można wymienić „Rock na Bagnie”. Tutaj Uliczny Opryszek występował w edycji I, którą przeprowadzono w dniach od 2 do 4 lipca 2010 r. w Strękowej Górze, a kapela grała w dniu 2.07.2010 r., w edycji IV trwającej od 4 do 5 lipca 2014 r., a odbywającej się w Goniądzu i edycji XIV przeprowadzonej w dniach od 5 do 6 lipca 2024 r. również w Goniądzu, a w której kapela grała w dniu 6.07.2024 r. obok takich grup muzycznych jak Acapulco, Czerwone Kościoły, Jaws, Leniwiec, Pidżama Porno, Royal Spirit, Sexbomba, The Casualties, The Exploited, The Rebels.
Dalej z imprez cyklicznych wskazać można „Punk Fest”, w którym zespół występował w dniu 15.03.2014 r. (Kraków, klub „Kwadrat”), razem z takimi wykonawcami muzycznymi jak Blade Loki, Bulbulators, Sedes i Siwy z Defekt Muzgó, Sexbomba, The Bill, TZN Xenna, Włochaty, Ga-Ga/Zielone Żabki, w dniu 17.10.2014 r. (Toruń, Klub OdNowa), pozostali wykonawcy – Włochaty, Brudne Dzieci Sida, Baader Meinhof, Cela nr 3, Qulturka, w dniu 7.03.2015 r. (Kraków, klub „Kwadrat”), razem z takimi kapelami jak Bunkier, Karcer, Moskwa, Profanacja, Psy Wojny, Sedes, Sexbomba, The Bill, TZN Xenna, w dniu 11.03.2017 r. (Kraków, klub „Kwadrat”), obok takich grup muzycznych jak Bachor, Fort BS, Lej Mi Pół, Leniwiec, Psy Wojny, Pull The Wire, Sajgon, Stress, The Bill, Punk Fest 2020, przykładowo w Gdańsku (Klub B90) z dnia 12.12.2020 r., na małej scenie razem z Prawdą, Nauką o Gównie i WC, Punk Fest 2021, przykładowo w Warszawie (Letnia Scena Progresji), 11.09.2021 r., obok KSU, Seksbomby, The Bill, Ga-Ga/Zielone Żabki, Towot, Pul The Wire czy w Gdańsku (klub B90, grudzień) oraz w dniu 15.03.2024 r. (Kraków, klub „Kwadrat”), pozostali wykonawcy – Ga-Ga/Zielone Żabki, Sexbomba, Fort BS, Bang Bang, TZN Xenna (i inne lokalizacje w ramach „Punk Fest Tour”).
Inne wydarzenia festiwalowe lub cykliczne, w których zespół uczestniczył to przykładowo „Czad Orkiestra” 2001 w Krakowie, w klubie „38-10,5 Club”, w ramach Punkowej Orkiestry Świątecznej Pomocy IX, w dniu 7.01.2001 r., razem z takimi zespołami jak Alians, KSU, Vespa, The Analogs, Plebania, Po prostu, Prawda, Balde Loki, Deuter, Post Regiment, Sedes, Femina, Koniec Świata, Bulbulators i Habakuk, „PRL Festiwal” w Jarocinie z 2005 r. (dwa występy zespołu na małej i na dużej scenie), „Ulicznik Fest 2” w dniach od 21 do 22 lipca 2006 r., Zawoja koło Suchej Beskidzkiej (Karczma „Tabakowy Chodnik”), pozostali wykonawcy – Skunx, Zbeer), „Gangfest 2009” w dniu 13.06.2009 r. w Kaniowie, razem z następującymi wykonawcami: Analogia Snu, De Łindows, Eye For An Eye, Konopians & Robert Brylewski, Leniwiec, S.K.T.C, „Gostyńskie Rockowisko”, edycja III, Gostyń, 9.03.2012 r., pozostali wykonawcy – Rewizja, Męczenie Owiec, SideWar, Larry Tas, RTU, 100lash, „Underground Festiwal”, edycja 6, Czechowice-Dziedzice, od 6 do 7 lipca 2012 r. (występ Ulicznego Opryszka w dniu 6.07.2012 r.), Festiwal w Jarocinie 2013, edycja 33 (Jarocin, od 19 do 21 Lipca 2013 r.), koncert na polu namiotowym w dniu 21.07.2013 r., „Ultra Chaos Punk Piknik”, edycja 6, będący dwudniowym festiwalem trwającym od 27 do 28 czerwca 2014 r. zorganizowanym w Żelebsku koło Biłgoraja, na którym Uliczny Opryszek wystąpił obok wielu innych wykonawców, „Nacjonalizm? Nie, dziękuję!”, edycja 3, 22.11.2014 r. (Bielsko-Biała, klub „Rudeboy”), pozostali wykonawcy – Bright Light, Gevernment Flu, Miraż, Mister X (Białoruś, Grodno), Nice Shoes, On Yer Bike, Profanacja, Schizma, „Fuck Facism Fest”, edycja 3, 27-28.03.2015 r., Poznań, squat Rozbrat, wielu wykonawców (występ w drugim dniu festiwalu), „Hey Ho Ramona” (festiwal poświęcony pamięci Franka Rybaka, tragicznie zmarłego basisty kapeli Muchozol organizowany od 2013 r.), który odbył w dniach do 24 do 25 lipca 2015 r. w Trzcielu, a postali wykonawcy to Crash Test, Pełna Kultura, Persona non Grata, Las Melinas, Zero Gain, Cisza, Punkrockgang, Moskwa, TZN Xenna, Zielone Żabki, Acapulco, Sexbomba (Uliczny Opryszek wystąpił w dniu 24.07.2015 r.), „MEBP Fest” (Festiwal Maniowy Ekipa Biba Party, festiwal zorganizowany w formule DO IT YOURSELF – DIY – przez członków zespołów APE oraz ADHD Syndrom), edycja VI, Maniowy, wielu wykonawców (występ Ulicznego Opryszka w dnu 8.08.2015 r.), 2017 r. – „161 Fest” w Warszawie, „Muszlafest 2017” w Bydgoszczy, który odbywał się w dniach od 18 do 19 sierpnia 2017 r., a kapela wystąpiła razem z wieloma innymi wykonawcami w dnu 19.08.2017 r., „Hey Ho Ramona”, edycja VI, Trzeciel, 20.07.2018 r., wielu wykonawców, „Zgrzytowisko” ’17, 18-19 sierpnia 2017 r. w Miłosławiu, edycja VI trwająca od 20 do 21 lipca 2018 r., „Tik Tak Punk Rock Memoriał” (cykliczny koncert dedykowany pamięci zmarłych muzyków zespołu Bulbulators), edycja XIV, 23.04.2022 r., Czerwionka-Leszczyny, Sala MOK, pozostali wykonawcy – Bulbulators, Darek Dusza i Demony, 1984.
Interesującym wydarzeniem był również występ w Gliwicach, w dniu 29.10.2021 r. Była to druga odsłona imprezy odbywającej się pod szyldem „Punk Generation”. Odbył się on w klubie Spirala, a związany był z autorskim spotkaniem z Adą Lyons-Dąbrowską, autorką książki „Polski Punk 1978–1984”. Zespół na tę okazję przygotował specjalny repertuar, w ramach którego zagrał covery utworów wykonywanych niegdyś przez zespoły tworzące polską scenę punk z lat 1976-1994. Uliczny Opryszek występował także innych edycjach tego wydarzenia, przykładowo również w następnej edycji 2022, dnia 22.10.2022 r., Gliwice (CKS Mrowisko, Klub Spirala), obok innych kapel: Dezerter, Darek Dusza i Demony, Czerwone Kościoły, Skorup/a, Eye For An Eye i Atencja.

### Inne przykładowe występy w Polsce
Inne przykładowe występy w Polsce zespołu Uliczny Opryszek oraz wykonawcy, z którymi kapela grała na tych koncertach:
- 2001-12-07: Szklarska Poręba[37][88], pozostali wykonawcy – Leniwiec[37]
- 2002-02-01: Łomża[89][90], klub POP-ART, pozostali wykonawcy – Teoria Stworzenia[89]
- 2003-12-20: Warszawa[37][91], pozostali wykonawcy – Bryndza, Eye for an Eye, Leniwiec, Myszka[37]
- 2004-09-25: Kraków, pozostali wykonawcy – Alians, Dee Facto, Leniwiec, Profanacja[37][92]
- 2005-04-02: Szczytno[93][94]
- 2005-07-01: Nowy Tomyśl, „Pod Grabem”, pozostali wykonawcy – Cela nr 3[5][95]
- 2006-09-22: Bielsko-Biała, „Rudeboyclub”, koncert promujący płytę „Bunt i Miłość” zespołu Włochaty, pozostali wykonawcy – Włochaty, WC, Punk't Widzenia, Volte Face[96]
- 2008-04-11: Warszawa, klub Pretekst, pozostali wykonawcy – Nowy Świat, PDS, Pełna Kultura[97]
- 2009-01-11: Jarocin, XVII Finał Wielkiej Orkiestry Świątecznej Pomocy, pozostali wykonawcy – Arte-fuck-t, Roots of the stone, Reverox[98]
- 2010-01-17: Zielona Góra, zespół w trakcie koncertu udzielił wywiadu dla Radia Index 96 FM[99][100]
- 2012-10-26: Łódź[101][102], Stereo Krogs, pozostali wykonawcy – De Łindows[101]
- 2014-08-09: Zbąszynek[103][104], Dni Zbąszynka od 9 do 10 sierpnia 2014 r., pozostali wykonawcy w tym dniu – Brainfreezer, In Rock, Białe Kurki, Mrozu[103]
- 2015-10-24: Gdynia[105][106], klub Ucho, pozostali wykonawcy – Bunkier, De Łindows[105]
- 2017-03-25: Poznań, Squat Rozbrat, pozostali wykonawcy – Abbruch, Panika (oba zespoły: Niemcy, Berlin)[47][107]
- 2017-06-10: Nowy Tomyśl, klub PIZZBURG, pozostali wykonawcy – Nauka o Gównie, WSK Punk[108][109][110]
- 2020-01-18: Warszawa, Klub Proxima, pozostali wykonawcy – KSU, Nauka o Gównie[111]
- 2020-02-08: Kraków[37][112][113], Pankoteka 2020, pozostali wykonawcy – Cela nr 3, Defloracja, Leniwiec, Mamusiu Ratuj, Nauka o Gównie, Sajgon, Stan Oskarżenia, THCulture[37][113]
- 2022-07-01: Poznań[114][115], Squat Rozbrat, pozostali wykonawcy – Los Fastidios (Włochy), Cop Off[114]
- 2023-03-11: Gdynia[37][116][117], klub Ucho, Pankoteka 3.0 / 2023, pozostali wykonawcy – Karcer, Leniwiec, Sedes, Sexbomba, The Bill, TZN Xenna, WC[37][117]
- 2023-11-04: Katowice[15][37][118], Pankoteka 4.0, pozostali wykonawcy – Farben Lehre, Lewniwiec, Psy Wojny, Sedes, Sexbomba, The Bill, Włochaty[15][37].

Warto także wspomnieć o serii koncertów z 2003 r., jakie odbyły się od marca od czerwca wymienionego roku w takich miastach jak Bielsko-Biała, Kraków, Nowy Sącz, Rzeszów, Sanok i Wrocław, wspólnie z zespołami Farben Lehre, Myszka i Sprzeciw oraz wykonawca – niespodzianka. Uliczny Opryszek był także gościem, razem z Bladymi Lokami, na koncercie w Łodzi (klub „Dekompresja”), w dniu 26.11.2004 r., jaki zorganizowano z okazji jubileuszu osiemnastolecia zespołu Farben Lehre. Podobny koncert zorganizowano w dniu 7.02.2009 r., w Złotowie (Klub VIP). Tym razem wydarzenie dotyczyło osiemnastolecia zespołu Cela nr 3, a oprócz samego jubilata i Ulicznego Opryszka wystąpił także zespół Pełna Kultura. Zespół występował także na pięciu z siedmiu koncertów jakie odbyły się w ramach trasy „Poza kontrolą” w 2012 r. W wydarzeniu brały także udział zespoły De Łindows i Bunkier. Uliczny Opryszek wystąpił wówczas w Łodzi, Bielsku-Białej, Opolu, Chorzowie i Krakowie. Oczywiście takich, różnych koncertów w karierze zespołu było więcej.
Kapela uczestniczyła także w wydarzeniach i koncertach charytatywnych. Nie tylko jako wykonawca na scenie ale czasem także jako współorganizator. Przykładem takiego działania jest koncert w Gostyniu (GOK Hutnik) z dnia 13.04.2024 r. Ten koncert miał na celu udzielenia wsparcia dla Antosia Białka (mającego wówczas 4 latka), chorującego na paraplegię spastyczną. To był już trzeci występ Ulicznego Opryszka w ramach serii akcji odbywających się pod szyldem „Punki grają dla...”. Razem z nim wystąpili wówczas: Zero Gain, Reszta Pokolenia, N.V.U (Czechy, Hradec Králové), Fort BS. Inny tego typu koncert miał miejsce jeszcze w tym samym roku, a konkretnie w dniu 26.10.2024 r. Odbył się on w Trzcielu (pub „Ramona”), tym razem pod hasłem „Punki grają dla Oliwiera”. Cały dochód przeznaczono na pomoc dla Oliwiera chorującego na dystrofię mięśniową Duchenne’a. W wydarzeniu udział wzięli także inni wykonawcy – Zero Gain, Brudne Dzieci Sida, Fate. Inny koncert skierowany dla szerokiej grupy, a związany z ówcześnie aktualną sytuacją, miał miejsce w Poznaniu, w „Klubie u Bazyla”. Zorganizowany został w dniu 7 maja 2022 r. i odbył się z przesłaniem antywojennym pod hasłem „Punki grają dla Ukrainy”. Dochód i darowizny zostały przeznaczone na pomoc ukraińskim uchodźcom. Wystąpili wówczas także NoG, Amunicja i Izerbejdżan.

### Występy zagraniczne
Oprócz wyżej wspominanych występów w Polsce na koncertach i festiwalach Uliczny Opryszek pojawiał się także poza granicami Polski. Ich występy miały miejsce między innymi w Wielkiej Brytanii (Londyn), w Niemczech (przykładowo w Berlinie i Hamburgu), w Czechach (między innymi w ramach Festiwalu POD PAROU), czy na Słowacji. Jednym z zagranicznych festiwali, na którym występował Uliczny Opryszek, jest „Hafen Rock” z 2019 r. Festiwal odbył się w Niemczech, w Hamburgu. Wydarzenie trwało od 10 do 12 maja 2019 r..
Zagraniczne występy Ulicznego Opryszka (do 2024 r.):
- 2005: Słowacja, Dobrohošť[129]
- 2015: Wielka Brytania / Anglia, Londyn[130]
- 2016: Niemcy, Berlin[131]
- 2017: Niemcy, Hamburg[47][132] (22.04.2017 r., klub Fanäume na stadionie Millerntor należącego klubu piłkarskiego FC St. Pauli)[47]
- 2017: Niemcy, Berlin[133]
- 2018: Niemcy, Berlin[134]
- 2018: Czechy, Vyškov (Pod Parou Fest)[135]
- 2018: Niemcy, Berlin[136]
- 2018: Czechy, Vrchlabí[137]
- 2019: Czechy, Brno[138]
- 2019: Niemcy, Hamburg[139] (Hafen Rock[128])
- 2019: Niemcy, Gießen[140]
- 2019: Czechy, Praga[141]
- 2022: Czechy, Trutnov (Pod Parou)[142]
- 2022: Słowacja, Sereď (OHY Fest)[143]
- 2022: Niemcy, Spremberg (Punkoirama)[144]
- 2023: Niemcy, Wermelskirchen[145].

Wyżej wymienione zagraniczne koncerty Ulicznego Opryszka (do 2024 r.) obejmowały 17 występów, w tym jeden w Wielkiej Brytanii, dwa na Słowacji, pięć w Czechach oraz dziewięć w Niemczech.

## Nazwa i logo
Nazwa własna zespołu to „Uliczny Opryszek”. Została przyjęta jesienią 1991 r. Wywodzi się ze słownika wyrazów obcych (nie sprecyzowano o jakie wydanie słownika chodzi), w którym przy haśle punk, to właśnie zwrot „uliczny opryszek” otwierał jego definicję. Stąd założyciele zespołu zaczerpnęli tę nazwę. Jednakże w niektórych, przeważnie pierwszych, wydawnictwach zespołu oraz w niektórych publikacjach, można spotkać nazwę rozszerzoną o frazę „Oj”, czasem pisaną z wykrzyknikiem. Wówczas nazwa kapeli zapisywana jest jako „Uliczny Opryszek Oj” „Uliczny Opryszek (Oj)” lub „Uliczny Opryszek Oj!”. Istnieje również wersja nazwy z apostrofem przed słowem „Oj”, czyli „Uliczny Opryszek 'Oj” lub „Uliczny Opryszek 'Oj!”.
Sam zespół nie wyjaśnia jednoznacznie w swoich wypowiedziach która z form zapisu jest prawidłowa, choć w późniejszym okresie stosowany był już tylko zapis bez przyrostka. Potwierdza jednak, że w pierwszym okresie działalności do około 2001 r. stosowali nazwę z tym przyrostkiem. W zasadzie jej pochodzenie zdecydowanie nie ma jakiegokolwiek związku ze sformułowaniem „oi!” powiązanym z nurtem muzycznym street punk / oi!. Można za to znaleźć wyjaśnienie członków zespołu, że dla nich kiedy zakładali zespół mając po naście lat oznaczało on coś jak okrzyk zdziwienia, zaskoczenia – „Łoj”, czyli „Oj!”. Muzycy sami przyznają, że przyrostek i różne sytuacje z nim powiązane były dość śmieszne, ludzie często pytali się o niego i jego znaczenie, ale ostatecznie zaczął on zbyt mocno kojarzyć się, mimo różnic w zapisie, z ruchem oi!. Stało się to istotnym przyczynkiem do skrócenia nazwy zespołu do podstawowej formy „Uliczny Opryszek”.
Według niektórych publikacji początkowo zespół nosił nazwę „Budka Snajpera”, a według innych ta druga nazwa została przyjęta w 1999 r., gdy po krótkiej przerwie w działalności kapeli postanowiono ją reaktywować, ale ostatecznie wrócono do nazwy pierwszej, czyli „Uliczny Opryszek”. I to ta druga wersja wydarzeń potwierdzona jest przez samych muzyków. To po reaktywacji kapeli przyjęto nową nazwę by szybko powrócić jednak do starej nazwy Uliczny Opryszek, choć zdecydowanie już przez przyrostka „Oj”.
Logo zespołu obejmuje napis odzwierciedlający jego nazwę „Uliczny Opryszek”. Do jego zapisu użyto specjalnej czcionki, wersalików i stylizacji. Słowa zapisano w logo jedno pod drugim. Opracowano je na podstawie plakatu zapowiadającego koncert zespołu w 2002 r. w Łomży. Muzykom spodobał się design zastosowany tam przez twórcę plakatu i postanowili przyjąć go jako swoje logo, które od tego momentu towarzyszy kapeli przez kolejne lata jej działalności.

## Twórczość
Twórczość zespołu Uliczny Opryszek, zarówno według samych muzyków jak i publikacji oraz komentarzy jej dotyczących, to punk rock. Takie przypisanie dotyczy warstwy muzycznej i tekstowej. W tym zakresie oceny twórczości nie ma żadnych wątpliwości, tym bardziej, że ze sceną punk kapela jest związana od początku swojej działalności. Jednak w niektórych opracowaniach można spotkać obok wskazania punk rocka jako takiego, także nurt street punk / oi!, co jednak nieczęsto się spotyka i budzi duże wątpliwości. Może to wynikać z tego, że w nazwie zespołu w początkowych latach jego działalności, znajdował się przyrostek „Oj” (co zostało wyżej opisane), jednak z pisownią odmienną niż „Oi”. Należy więc przyjąć, że takie przypisanie zespołu do nurtu oi! jest błędne, co zresztą potwierdzają sami muzycy. Zdecydowanie dominuje pogląd, że zespół konsekwentnie przez lata podąża ścieżką tradycyjnego punk rocka. Ale nawet odrzucając nietrafne przypisanie grupy do sceny oi!, to w wielu przypadkach pojawiły się do tej twórczości takie określenia jak np. punko-polo, GRS sound, słowiański punk, czy prawdziwy polski punk. Zespół jednak wyraża jasny pogląd, że jest to punk, a opinie innych oraz „szufladki” nie mają znaczenia, gdy idzie się swoją drogą. Istnieją również porównania twórczości grupy do polskiego punk rocka z lat 80. XX wieku, a nawet mocne stwierdzenia, że zespół jest wyraźnie osadzony w takim klimacie i stylu muzycznym.
W tekstach utworów można znaleźć tematy powiązane zarówno z zabawą, alkoholem, jak i poważniejsze odniesienia do rzeczywistości czy nawiązania do klasy robotniczej oraz jej życia, tematy społeczne i polityczne. Nie brakuje także tekstów dotyczących subkultury punk. Komentarze są tutaj stosunkowo spójne – są to w dużej mierze teksty zaangażowane.

## Inspiracje
Jak wskazują sami muzycy, członkowie zespołu, z różnych okresów czasu, słuchają i inspirują się różnymi zespołami, a nawet różną muzyką, nie tylko punk rockiem. Pośród gatunków muzycznych lub nurtów muzycznych wymieniają przy różnej okazji nie tyko stary, tradycyjny i przede wszystkim prosty punk rock, ale też ska, reggae, hardcore punk, heavy metal i wiele innych. Ale w swojej twórczości bez względu na modę, trendy czy inne uwarunkowania, zawsze trzymają się – jak to sami określają – prostego, zwykłego punk rocka. Pośród inspirujących zespołów zaś padają takie nazwy (które są wymienione w utworze „Na zawsze punk”) jak: Sex Pistols, The Clash, Ramones, Crass czy Dead Kennedys, a z polskich kapel: Karcer, Włochaty, Kryzys, Dezerter (choć w jednym z wywiadów Bunt stwierdza, że nigdy specjalnie za Sex Pistols nie przepadał i budzi on pewne kontrowersje, ze względu na opinie, że popchnął on punk rock w kierunku komercji). W szczególności muzycy podkreślają swoje przywiązanie do polskiego punk rocka lat 80. XX wieku.

## Skład

### Skład i zmiany
Skład zespołu Uliczny Opryszek przez długie lata jego działalności zmieniał się wielokrotnie. Początkowo grupę tworzyli koledzy z klasy uczęszczający do jednej szkoły zawodowej. Jeden z jej założycieli miał już doświadczenie związane z graniem zespole i to już z okresu szkoły podstawowej. Był nim Piotr Giglewicz, który już wówczas przyjął pseudonim Bunt. Grał od wcześniej razem z ze swoim bratem w kapeli Nauka o gównie. Ten początkowy skład Ulicznego Opryszka rozpadł się z różnych przyczyn, czasem niestety z nieprzyjemnych powodów związanych z postepowaniem niektórych członków zespołu. Dochodziło w tym początkowym okresie do sytuacji, w której album zespołu Uliczny Opryszek jest nagrywany w studio nagrań przez jedynego jego członka – Bunta – i muzyków z zaprzyjaźnionej, wyżej wymienionej Nauki o gównie („Młodzież Punkowa”, 1995 r.). Dopiero po 2000 r., kiedy istnienie i działalność zespołu nabrały tempa, skład ustabilizował się, choć również i po tej dacie następowały zmiany, jednak już bez rozpadu oraz późniejszej reaktywacji kapeli, ani bez sytuacji w której pozostaje jeden członek zespołu. Jedyną osobą, która współtworzyła Ulicznego Opryszka przez cały okres jego istnienia jest właśnie Piotr Giglewicz – Bunt.

### Członkowie zespołu
Członkowie zespołu z całego okresu jego działalności:
- Bronek – gitarzysta (gitara)[7]
- Bunt: Piotr Giglewicz /Elektromechanik/ – wokal, perkusista (perkusja), basista (gitara basowa)[4][5][83][147][149][157][158][159]
- Cycu / Cyc – gitarzysta (gitara), wokal[7]
- Długi: Krzysztof Koza – basista (gitara basowa)[5][7]
- Egon – gitarzysta (gitara)[147]
- Faja – basista (gitara basowa)[7]
- Gałgan – perkusista (perkusja)[7][157]
- Kaczy – basista (gitara basowa)[7]
- Kadet – gitarzysta (gitara)[4][158]
- Kogut: Piotr Szefer – basista (gitara basowa), wokal[4][83][157][158]
- Mały: Sławomir Sukiennicki – perkusista (perkusja)[5][7]
- Małysz – gitarzysta (gitara), wokal w tle[148]
- Mariusz Giglewicz /Mariusz, Mario, Mariusz GRS-Tapes, Elektromonter/ – wokal w tle[148][160]
- Mazur – perkusista (perkusja)[147]
- Michu: Michał Majer – gitarzysta (gitara), wokal[5][7][157]
- Pilon: Jerzy Śmierzchalski – perkusista (perkusja)[4][83][158]
- Tobiasz – basista (gitara basowa), wokal w tle[148]
- Zielony: Dawid Zieliński – gitarzysta (gitara), wokal[4][83][158].

Oprócz wyżej wymienionych w pewnych krótszych okresach czasu w grupie występowali także inni muzycy.

### Składy zespołu
| Członek                | 1992 r. | 1994 r. | 1995 r. | 2005 r. | 2009 r. | 2024 r. |
| ---------------------- | ------- | ------- | ------- | ------- | ------- | ------- |
| Długi                  | Nie     | Nie     | Nie     | Tak     | Nie     | Nie     |
| Egon                   | Tak     | Nie     | Nie     | Nie     | Nie     | Nie     |
| Gałgan                 | Nie     | Nie     | Nie     | Nie     | Tak     | Nie     |
| Kadet                  | Nie     | Nie     | Nie     | Nie     | Nie     | Tak     |
| Kogut                  | Nie     | Nie     | Nie     | Nie     | Tak     | Tak     |
| Mały                   | Nie     | Nie     | Nie     | Tak     | Nie     | Nie     |
| Małysz                 | Nie     | Tak     | Nie     | Nie     | Nie     | Nie     |
| Mariusz Giglewicz      | Tak     | Tak     | Nie     | Nie     | Nie     | Nie     |
| Mazur                  | Tak     | Nie     | Nie     | Nie     | Nie     | Nie     |
| Michu                  | Nie     | Nie     | Nie     | Tak     | Tak     | Nie     |
| Pilon                  | Nie     | Nie     | Nie     | Nie     | Nie     | Tak     |
| Piotr Giglewicz /Bunt/ | Tak     | Tak     | Tak     | Tak     | Tak     | Tak     |
| Tobiasz                | Nie     | Tak     | Nie     | Nie     | Nie     | Nie     |
| Zielony                | Nie     | Nie     | Nie     | Nie     | Nie     | Tak     |

### Składy koncertowe
Pierwszy skład koncertowy grupy z 1992 r. wyglądał następująco: Bunt, Egon i Mazur. Już w następnym, 1993 r., skład ten zmienił się i na koncertach występowali: Bunt, Małysz i Tobiasz oraz na niektórych z nich Mazur i Misiu. Skład koncertowy zmienił się dość radykalnie w 1998 r. Wspólnie występowali wówczas w różnych konfiguracjach osobowych następujący muzycy: Bunt, Mariusz, Kozi, Kaczy, Vova, Klaus. W kolejnych latach zespół grywał swoje koncerty na przestrzeni już ustabilizowanego okresu działalności w różnych składach, w tym niekiedy z gościnnym udziałem muzyków spoza grupy, co obrazuje poniższa tabela.
| rok / członek | Bronek | Bunt | Cycu | Długi | Faja | Gałgan | Kaczy | Kadet | Kogut | Kozi | Mały | Michu | Pilon | Zielony | inni                                                               |
| ------------- | ------ | ---- | ---- | ----- | ---- | ------ | ----- | ----- | ----- | ---- | ---- | ----- | ----- | ------- | ------------------------------------------------------------------ |
| 2000–2001     | Nie    | Tak  | Nie  | Tak   | Tak  | Nie    | Nie   | Nie   | Nie   | Nie  | Nie  | Nie   | Nie   | Nie     | Topeż, Vova                                                        |
| 2001–2003     | Nie    | Tak  | Nie  | Tak   | Nie  | Nie    | Nie   | Nie   | Nie   | Nie  | Nie  | Tak   | Nie   | Nie     |                                                                    |
| 2003–2004     | Nie    | Tak  | Nie  | Tak   | Nie  | Nie    | Nie   | Nie   | Nie   | Tak  | Nie  | Tak   | Nie   | Nie     |                                                                    |
| 2004–2005     | Nie    | Tak  | Nie  | Tak   | Nie  | Nie    | Nie   | Nie   | Nie   | Tak  | Tak  | Tak   | Nie   | Nie     | Kaczy (bas)                                                        |
| 2006          | Nie    | Tak  | Nie  | Nie   | Nie  | Nie    | Nie   | Nie   | Tak   | Nie  | Tak  | Tak   | Nie   | Nie     |                                                                    |
| 2006–2008     | Nie    | Tak  | Nie  | Nie   | Nie  | Nie    | Nie   | Nie   | Tak   | Nie  | Nie  | Tak   | Nie   | Nie     | Buczek (gitara), Filip (gitara), Iwan (perkusja), Lechu (perkusja) |
| 2008–2010     | Nie    | Tak  | Nie  | Nie   | Nie  | Tak    | Nie   | Nie   | Tak   | Nie  | Nie  | Tak   | Nie   | Nie     |                                                                    |
| 2010–2012     | Nie    | Tak  | Nie  | Nie   | Nie  | Tak    | Tak   | Nie   | Nie   | Nie  | Nie  | Tak   | Nie   | Nie     | Radek (saksofon)                                                   |
| 2013–2014     | Tak    | Tak  | Tak  | Nie   | Nie  | Nie    | Nie   | Nie   | Tak   | Nie  | Nie  | Nie   | Tak   | Nie     |                                                                    |
| 2014–2016     | Nie    | Tak  | Tak  | Nie   | Nie  | Nie    | Nie   | Nie   | Tak   | Nie  | Nie  | Nie   | Tak   | Tak     | Adam (wokal)                                                       |
| 2016–2019     | Nie    | Tak  | Nie  | Nie   | Nie  | Nie    | Nie   | Nie   | Tak   | Nie  | Nie  | Nie   | Tak   | Tak     | Adam (wokal)                                                       |
| 2020–2024     | Nie    | Tak  | Nie  | Nie   | Nie  | Nie    | Nie   | Tak   | Tak   | Nie  | Nie  | Nie   | Tak   | Tak     |                                                                    |

### Zestawienie wg liczby występów
Zestawienie wybranych muzyków według liczby zagranych w grupie do końca 2024 r. koncertów:
| Muzyk   | liczba występów |
| ------- | --------------- |
| Bunt    | 217             |
| Kogut   | 156             |
| Pilon   | 116             |
| Zielony | 107             |
| Michu   | 87              |
| Kadet   | 42              |
| Gałgan  | 39              |
| Cyc     | 31              |
| Kaczy   | 26              |
| Długi   | 25              |
| Kozi    | 16              |
| Adam    | 14              |
| Mały    | 14              |
| Bronek  | 10              |

W przypadku pozostałych muzyków, liczba ich występów razem z kapelą do końca 2024 r. była zdecydowanie mniejsza, a mianowicie na swoim koncie sześć koncertów ma Lechu, po pięć mają Faja i Radek, po cztery koncerty mają Iwan, Małysz oraz Tobiasz, po trzy koncerty mają Filip, Buczek, Mazur, Vova, po dwa koncerty: Egon, Mariusz, Misiu i Klaus.

### Członkowie i goście zespołu według funkcji
| Funkcja       | Członkowie                                                                                           | Goście                                              |
| ------------- | --- | --------------------------------------------------- |
| wokal         | Piotr Giglewicz /Bunt/, Cycu, Kaczy, Kogut, Kozi, Małysz, Mariusz Giglewicz, Michu, Tobiasz, Zielony | Adam, Agnieszka, Chudy, Mariusz, Vova               |
| gitara        | Bronek, Cycu, Egon, Kadet, Kozi, Michu, Zielony, Małysz                                              | Buczek, Chlorek, Chudy, Filip, Marcin, Skoda, Topeż |
| gitara basowa | Długi, Faja, Kaczy, Kogut, Piotr Giglewicz /Bunt/, Tobiasz                                           | Topeż, Vova                                         |
| perkusja      | Gałgan, Mały, Mazur, Pilon, Piotr Giglewicz /Bunt/                                                   | Iwan, Lechu, Vova                                   |
| saksofon      | | Klaus, Radek                                        |

### Powiązania
Mariusz Giglewicz jest starszym bratem Piotra Giglewicza /Bunta/. Występował jako wokalista oprócz Ulicznego Opryszka w takich kapelach jak Nauka o Gównie, Robotnik, Kultura Obszczymura. Piotr Giglewicz /Bunt/ jako perkusista występował także w zespołach Nauka o Gównie i Robotnik. Członkowie Ulicznego Opryszka i Robotnika stworzyli grupę muzyczną o nazwie WRS Band, która nagrała utwór „Wykopmy Rasizm ze Stadionów” zamieszczony na składance „Jedna Rasa – Ludzka Rasa. Muzyka Przeciwko Rasizmowi” Stowarzyszenia „Nigdy Więcej” (wyd. 1998), a także na płycie „Wykopmy rasizm ze stadionów” (2002), zawierającej utwory różnych wykonawców muzycznych. Pośród innych członków zespołu Nauka o Gównie, którzy byli członkami Ulicznego Opryszka lub występowali gościnnie z kapelą, można wymienić Agnieszkę, Chudego, Topeża, Vovę (także Robotnik). Gościnnie z zespołem mieli okazję występować między innymi tacy muzycy jak Chlorek, czyli Maciej Kiersznicki, znany między innymi z grania razem z The Analogs, Sobota, 747, czy współpracy technicznej oraz twórczej z Beri Beri, Gan, The Blakauts, The Junkers i inni, oraz Skoda, czyli Piotr Skotnicki uczestniczący między innymi jako muzyk oraz jako twórca i w zakresie realizacji technicznej nagrań między innymi w takich projektach muzycznych jak Reżim, Włochaty, Anti Dread, WC i inne.
W utworze „Stan wojenny” wykorzystano nagranie głosu Wojciecha Jaruzelskiego.

## Dyskografia

### Dyskografia zespołu
Albumy muzyczne:
- „Do szeregu huju...”: 1992 r., wydawca – GRS Tapes (identyfikator albumu: 003), nośnik danych – jedna kaseta magnetofonowa[9][10]
- „To Solidarność Sprzedaje Nas”: 1992 r., wydawca – GRS Tape (identyfikator albumu: 001), split (razem z zespołem Nauka o Gównie), nośnik danych – jedna kaseta magnetofonowa[147]
- „Zapierdol Faszystowskich Morderców”[148][9]:
  - 1994 r., wydawca – ABC Tapes (identyfikator albumu: 018), nośnik danych – jedna kaseta magnetofonowa[168]
  - 1995 r.[169] (lub 1994 r.[9]), wydawca – GRS Tape (identyfikator albumu: 004), nośnik danych – jedna kaseta magnetofonowa[9][169]
- „Młodzież Punkowa”[9][149]:
  - 1995 r., wydawca – GRS Tape (identyfikator albumu: 002), nośnik danych – jedna kaseta magnetofonowa[170]
  - 1995 r., wydawca – Dża Dża, Polo-Hurt (identyfikator albumu: 005, brak), nośnik danych – jedna kaseta magnetofonowa[9][171]
- „Młodzież Punkowa 2 1/2”: 1997 r., wydawca – GRS Tape (identyfikator albumu: 009), nośnik danych – jedna kaseta magnetofonowa[9][150]
- „Młodzież Punkowa 33 1/3”[9][153][161][172]:
  - 2004 r., wydawca – Pasażer, nośnik danych – jedna kaseta magnetofonowa lub jedna płyta kompaktowa[9][173][174]
  - 2005 r., wydawca – Pasażer, nośnik danych – jedna płyta kompaktowa[175]
  - 2019 r. (premiera: 10.12.2019 r.), wydawca – Pasażer, nośnik danych – jedna płyta kompaktowa i jedna płyta DVD wideo[9][172][176]
- „Uliczny Opryszek / Angry 4 Life”: 2007 r.[9][177][178][179] (2006 r.[178][180]), kraj wydania – Stany Zjednoczone, wydawca – Cat Food Money Records (identyfikator albumu: cfm-3), EP, split (razem z zespołem Angry 4 Life), jedna płyta gramofonowa 7" 33 ⅓ RPM[9][177][178][180]
- „Na Zawsze Punk”[9][181][182]:
  - 2009 r., wydawca – Pasażer, nośnik danych – jedna płyta kompaktowa[9][181][183]
  - 2009 r., wydawca – WIR Records (identyfikator albumu: WIR Records 001), nośnik danych – jedna kaseta magnetofonowa[184]
  - 2014 r., wydawca – Pasażer, nośnik danych – jedna płyta kompaktowa i jedna płyta DVD wideo[9][185]
  - 2014 r., wydawca – Pasażer (identyfikator albumu: LP 47), nośnik danych – jedna płyta gramofonowa LP i jedna płyta DVD wideo /wydane w dwóch wersjach/[9][186][187][188]
- „Na Zawsze Punk 2”[9][189][190][191]:
  - 2017 r., wydawca – Pasażer, nośnik danych – jedna płyta kompaktowa i jedna płyta gramofonowa LP[190][192]
  - 2017 r., wydawca – Pasażer, nośnik danych – jedna płyta kompaktowa[9][189][190][193]
  - 2017 r., wydawca – Pasażer, nośnik danych – płyta gramofonowa LP[9][190][194]
  - 2017 r., wydawca – WIR Records (identyfikator albumu: WIR Records 002), nośnik danych – jedna kaseta magnetofonowa[195]
- „FC St. Pauli Do Boju”[9][196]:
  - 2018 r., wydawca – Pasażer, album kompilacyjny, nośnik danych – jedna płyta kompaktowa[9][196][197]
  - 2018 r., wydawca – Pasażer, EP, nośnik danych – jedna płyta gramofonowa 7"[9][196][198][199]
  - 2018 r. (premiera: 25.11.2018 r.), wydawca – samopublikowanie, mp3[200]
- „Prałat”[9][201][202][203]:
  - 2021 r. (premiera: 12.04.2021 r.), wydawca – Pasażer, nośnik danych – jedna płyta kompaktowa[9][201][202][204]
  - 2021 r. (premiera: 12.04.2021 r.), wydawca – Pasażer, nośnik danych – płyta gramofonowa LP /wydane w dwóch wersjach/[9][201][205][206][207]
- „Na Zawsze Punk 3”[9][208][209][210]:
  - 2022 r. (premiera: 26.09.2022 r.), wydawca – Pasażer, nośnik danych – dwie płyty kompaktowe[9][208][209][211]
  - 2022 r. (premiera: 26.09.2022 r.), wydawca – Pasażer, nośnik danych – płyta gramofonowa /wydane w dwóch wersjach – LP i 12"/[9][208][212][213][214]
  - 2022 r., wydawca – WIR Records (identyfikator albumu: WIR Records 003), nośnik danych – jedna kaseta magnetofonowa[215]
- „Na Zawsze Punk 1/2/3”: 2022 r., wydawca – WIR Records (identyfikator albumu: WIR Records 003), BOX, nośnik danych – trzy kasety magnetofonowe[9][216][217].

### Składanki
Składanki, kompilacje:
- „Lechu Przeboje Polskiego Punka”: 1995 r., wydawca – PH Kopalnia (identyfikator albumu: 003), nośnik danych – jedna kaseta magnetofonowa[219]
- „Polska Scena Punk”: 1997 r., wydawca – GRS Tape (identyfikator albumu: 006), nośnik danych – jedna kaseta magnetofonowa[220]
- „Polska Scena Punk Vol.2”: 1997 r., wydawca – GRS Tape (identyfikator albumu: 014), nośnik danych – jedna kaseta magnetofonowa[221]
- „Turbopunk CD 1”: 1998 r., wydawca – Turbopunk Zine / Mami Records, nośnik danych – jedna płyta kompaktowa[222]
- „Polska Scena Punk Vol.5”: 2002 r., wydawca – GRS Tape (identyfikator albumu: 032), nośnik danych – jedna kaseta magnetofonowa[223]
- „Pasażer #19 Sampler”: 2005 r., wydawca – Pasażer, sampler (załączona do fanzinu „Pasażer” #19), nośnik danych – jedna płyta kompaktowa[224]
- „Punks, Skins & Rudeboys Now! Vol. 13”: 2005 r., wydawca – Jimmy Jazz Records, promo (załączona do fanzinu Garaż #23), nośnik danych – jedna płyta kompaktowa[225]
- „Nie Ma Zagrożenia Jest Dezerter” – tribute album dla zespołu Dezerter[226]:
  - 2006 r., wydawca – Pasażer, nośnik danych – dwie płyty kompaktowe[227]
  - 2018 r., wydawca – Pasażer, nośnik danych – dwie płyty gramofonowe LP /wydane w dwóch wersjach/[228][229]
  - 2020 r., wydawca – Pasażer, nośnik danych – dwie płyty kompaktowe[230]
- „Antifa Benefit”: 2008 r., wydawca – No Pasaran Records (identyfikator albumu: 001), nośnik danych – jedna płyta kompaktowa[17]
- „Pasażer #26 Sampler”: 2010 r., wydawca – Pasażer, sampler (załączona do fanzinu „Pasażer” #26), nośnik danych – jedna płyta kompaktowa[231]
- „Pasażer #32”: 2015 r., wydawca – Pasażer, sampler (załączona do fanzinu „Pasażer” #32), nośnik danych – jedna płyta kompaktowa[232]
- „Pasażer #33”: 2017 r., wydawca – Pasażer, sampler (załączona do fanzinu „Pasażer” #33), nośnik danych – jedna płyta kompaktowa[233]
- „Punks Not Dead”: 2018 r., wydawca – Lou & Rocked Boys (identyfikator albumu: 001), nośnik danych – jedna płyta kompaktowa[234]
- „Pasażer #34/35”: 2019 r., wydawca – Pasażer, promo (załączona do fanzinu „Pasażer” #34/35), nośnik danych – jedna płyta kompaktowa[235]
- „Polska Scena Punk – Być zawsze sobą”[236]:
  - 2019 r., wydawca – NOG Records (identyfikator albumu: 002), nośnik danych – jedna płyta kompaktowa[237]
  - 2020 r., wydawca – NOG Records (identyfikator albumu: LP001), nośnik danych – dwie płyty gramofonowe[238]
- „Pasażer #36”: 2020 r., wydawca – Pasażer, sampler (załączona do fanzinu „Pasażer” #36), nośnik danych – jedna płyta kompaktowa[239]
- „Polska Scena Punk Vol.2 Czy pamiętasz?”: 2020 r., wydawca – NOG Records (identyfikator albumu: 007), nośnik danych – jedna płyta kompaktowa[240][241]
- „Polska Scena Punk Vol.3 – Trzeba żyć”: 2020 r., wydawca – NOG Records (identyfikator albumu: 008), nośnik danych – jedna płyta kompaktowa[242]
- „Polska Scena Punk Vol.4 – Wolność”: 2021 r., wydawca – NOG Records (identyfikator albumu: 009), nośnik danych – jedna płyta kompaktowa[243]
- „Polska Scena Punk Vol.5 – Młodzi gniewni”: 2022 r., wydawca – NOG Records (identyfikator albumu: 015), nośnik danych – jedna płyta kompaktowa[244]
- „Pasażer #37”: 2022 r., wydawca – Pasażer, sampler (załączona do fanzinu „Pasażer” #37), nośnik danych – jedna płyta kompaktowa[245]
- „Polska Scena Punk Vol.6 – Zawyły syreny”: 2023 r., wydawca – NOG Records (identyfikator albumu: 016), nośnik danych – jedna płyta kompaktowa[246]
- „Polska Scena Punk Vol.7 – Stacja Warszawa”: 2023 r., wydawca – NOG Records (identyfikator albumu: 017), nośnik danych – jedna płyta kompaktowa[247]
- „Polska Scena Punk Vol.8 – Hipokryzja i zdrada”: 2024 r., wydawca – NOG Records (identyfikator albumu: 020), nośnik danych – jedna płyta kompaktowa[248]
- „Pasażer #38”: 2024 r., wydawca – Pasażer, sampler (załączona do fanzinu Pasażer #38), nośnik danych – jedna płyta kompaktowa[249].

### Teledyski i inne nagrania wideo
Oficjalne teledyski zespołu obejmują nagrania wideo do następujących utworów (w nawiasie podano rok ukazania się materiału):
- „Na Zawsze Punk” (2009 r.)
- „Punk Jest W Nas” (2010 r.)
- „Wykopmy Rasizm Ze Stadionów” (2012 r.)
- „Wolny Człowiek” (2017 r.)
- „Na Zawsze Punk” (2017 r.)
- „Fc St. Pauli Do Boju” (2018 r.)
- „Bełkot Net Polska” – live (2019 r.)
- „Prałat” (2021 r.)
- „August” (2021 r.)
- „Wolność” (2022 r.)
- „Wszystko Jest Piękne” (2023 r.)[250].

Ponadto nagrano i udostępniono, między innymi w ramach serwisu społecznościowego YouTube, szereg nagrań koncertowych – live – które powstawały sukcesywnie, praktycznie niemal od początku działalności zespołu, bowiem pierwsze z tych nagrań pochodzi już z 1992 r..

### Wydawnictwa poza granicami Polski
Poza granicami Polski ukazały się wydawnictwa z nagraniami zespołu, a także dystrybuowano niektóre z wyżej wymienionych albumów. I tak jednym z bardziej znanych takich wydawnictw jest split pod tytułem „Uliczny Opryszek / Angry 4 Life”. Ukazał się on w 2007 r. w Stanach Zjednoczonych. Został on wydany na płycie winylowej w formacie EP, a oprócz utworów Ulicznego Opryszka, znalazły się tak także utwory zespołu Angry 4 Life pochodzącego z San Jose w Kalifornii. Ten krążek dostępny był także w ramach niezależnej sceny w Japonii. Inne wydawnictwo grupy, które dostępne było za granicą to album „Młodzież punkowa 33 1/3”. Był on bowiem rozprowadzany na Filipinach przez wokalistę zespołu The Istukas Over Disnaeyland, który to zespół grał muzykę punk rokową, oi! i ska. Pewną ciekawostką jest fakt znalezienia przez pewnego podróżnika w Meksyku na stoisku sprzedaży z muzyką niezależną wydanych nieoficjalne (piracko) płyt z dyskografią zespołu.

## Autorzy i covery

### Autorzy muzyki i tekstów
Zespół gra własne kompozycje muzyczne z własnymi tekstami lub piosenki napisane przez autorów zewnętrznych. Autorami tekstów piosenek Ulicznego Opryszka, z wyłączeniem coverów, był zespół lub poszczególni członkowie albo osoby z powiązanych kapel. Dotyczy to twórców między innymi takich grup jak Nauka o gównie czy Robotnik, w tym między innymi: Ewka, Tobiasz, Agnieszka, G.G. Error (Grzegorz Górniewicz), Mariusz Giglewicz. Pośród autorów zewnętrznych wymienić można Kabaret Klika, Krzysztofa Supranionek, Łukasza Bajda. Ponadto warto wspomnieć, że autorem tekstu do utworu „Bóg ma twoje imię” oraz jeszcze jednej niewymienionej wprost, jest Zdzisław „Dzidek” Jodko, między innymi wydawca zina Garaż oraz szef wytwórni Jimmy Jazz Records. Kolejnym autorem tekstu do utworu wykonywanego przez zespół jest Janusz Reichel, poeta i pieśniarz, który napisał między innymi piosenkę „Biegnij Franek” i inne.

### Utwory innych wykonawców
Interesujące jest również zestawienie wybranych coverów nagranych lub wykonywanych przez Ulicznego Opryszka. Pośród takich, licznych realizacji znajdują się różne utwory muzyczne zespołów z nurtu punk rock, w tym między innymi utwór „Chodź pójdziemy tam” zespołu Nocne Szczury, „Wariat” – Rejestracja, „Wszyscy pokutujemy” – Sedes, „77” – Ramzes & The Hooligans, „Piwo” – Borygo, „Teatr polityczny” – Kabaret Klika, „Tym co odeszli” – Gruba Berta, „Zapytaj Boga” – Post Regiment, „Ballada” – Kanada, „Polska” – Zakon Żebrzących, „Hymn Punks” – Poerocks, „Czerwień i biel” – Konwent A, „Jesteś” – Mamusiu Ratuj, „Rób to co chcesz i mów to co myślisz” – Liberum Veto, „Kamienie kwiaty” – Rebeliant, „Potrzebny cios” – Lumpersi, „Dla nadziei” – Defloracja, „Zjednoczeni” – Nocne Szczury, „Zabili mnie” – Corpus X, „Pomnik” – Stress, „Kultura” – Mocz Tenora, „Wszystko jest piękne” – Detonator BN, „Punk jest w nas” – Robotnik, „Nie Jestem...” – Walek Dzedzej Punk Band, „Punks not dead?” – Guernica y Luno, „Odwaga” – Egzystencja, „Po co żyć” – Prowokacja, „Chuligan” – Stan Zvezda, „Wolny człowiek” – Wegetacja, „Poza dobrem i złem” – Ręce do Góry, „W ciszy” – Magister z Wyciętą Przysadką Mózgową, „Żołnierz” – Zbombardowana Laleczka, „Klątwa” – Spasi Sohrani, „Komunikaty” – Inkwizycja, „Dla Ciebie” – Insekty na Jajach, „Miłość” – Schizofreniczna Prostytutka Maria, „Tolerancja” – Zima, „Nowa dyskoteka” – Absurd, „Harcerzyki” – Pancer, „Trędowaty” – Agonia, „Do przyjaciół czerwonych” – Reżim, „Punk zawsze czuje się ok” – Amputacja, „Polskie świnie” – Paranoya, „Praca, dom” – Bush Doctor, „Walczyk” – Formacja Brudny Widelec, „Namiętności nie wystarczą” – Chaos, „Kapłani szatana” – Popularne i zapałki, „Plaża” – Brzytwa Ojca, „Faszyzm” – La Aferra, „Wolność” – Czerwona chorągiewka, „Janosik” – Abecadło wolnych dzieci, „Naród wybrany” – Palce Ireny, „Obcy nowi pod mur” – Mechaniczna Pomarańcza, „Prawdziwy mężczyzna” – Svoboda, „W kawiarni” – Bikini, „Sarajewo” – Łysina Lenina, „Inwestycja” – Ulica, „Robaka nikt nie kocha” – Kumader, „Chory świat” – Die Fallen, „Szara rzeczywistość” – Ural, „Dziennik telewizyjny” – Kontrola W., „Żydzi” – Zbuntowany Kaloryfer, „Wojna” – 4 kopniętych i Fred, „Nigdy” – Okupacja'81, „Młodość walcząca” – Karcer.
Zdarzały się także takie sytuacje, że w coverze przygotowanym przez Ulicznego Opryszka wystąpił muzyk związany z kapelą, która była pierwotnym autorem lub wykonawcą utworu. Przykładem takiej sytuacji jest zamieszczony w albumie „Prałat” utwór zespołu Detonator BN. Piosenka ta została zaśpiewana przez oryginalnego wokalistę – Mirosława Adamkiewicz. Tę sytuację najlepiej opisuje wypowiedź Bunta, który wprost stwierdza, że jest czymś ekstra po latach współtworzyć i nagrywać z muzykami dawnych zespołów.
Bogaty zestaw takich realizacji w repertuarze zespołu niewątpliwie wynika między innymi z faktu, że Bunt, wcześniej także wspólnie ze swoim bratem, zgromadził bardzo dużą kolekcję historycznych już niemal nagrań, często nigdzie niedostępnych. W kolekcji tej są dema, bootlegi i dawne albumy już wówczas trudno dostępne, a współcześnie będące w wieku przypadkach białymi krukami, do tego stopnia, że nawet zespoły, czy dawni ich członkowie, które są ich twórcami, są zadziwieni posiadanymi przez niego unikatami. Niektóre archiwalne nagrania były prezentowane w Radiu Ulicznik, w kanale muzycznym prowadzonym pod nazwą „Punkowe archiwum”. Pośród wydanych przez Ulicznego Opryszka albumów są takie, w których covery stanowią większość zawartych w nich utworów. Na nich można znaleźć informację, iż są one hołdem, zarówno dla dawnych kapel, często mniej znanych, jak i dla festiwalu w Jarocinie oraz punkowych załóg. Dobór takich zespołów i utworów przykładowo do pierwszego z tego typu wydawnictw, albumu „Na Zawsze Punk” opierał się oczywiście o indywidualne, subiektywne upodobania muzyków kapeli, ale uwzględniał też takie założenie, aby ująć dobre kapele nieco mniej znane, czasem wręcz zapomniane, które w tamtym czasie nie były aktywne, a wiele z nich to takie grupy muzyczne sceny niezależnej, które nigdy nie nagrały swojej twórczości w studio nagrań.

## Oceny, opinie, wywróżenia
W początkowym okresie działalności do 2001 r. zespół w ramach sceny punk i hardcore nie był szerokim zakresie lubiany. Mimo to istniały jednak grupy i środowiska punkowe, które doceniały i lubiły Ulicznego Opryszka, podobnie zresztą jak powiązane kapele Nauka o Gównie i Robotnik.
W późniejszym okresie działalności zespołu jego rozpoznawalność i popularność nie podlegała już dyskusji. Często w czasie wydarzeń, na których występowało obok Ulicznego Opryszka kilku innych wykonawców, to właśnie ten zespół był już gwiazdą lub jedną z gwiazd przyciągającą publiczność. Podczas występów zaś kapela potrafiła rozgrzać uczestników wydarzenia doprowadzając do prawdziwej, dobrej zabawy, a wiele utworów zespołu przez lata nabrało charakteru znanych, lubianych i śpiewanych przez publikę szlagierów. Do takich piosenek należą między innymi „Na zawsze punk”, „Zapierdol faszystowskich morderców”. Jednak według niektórych autorów publikacji wymieniona rozpoznawalność i popularność dotyczy jedynie dość niszowej sceny punk, w której zespół pozostaje, bez wyraźnych perspektyw na wypłynięcie do mainstreamu choćby tylko polskiej sceny muzycznej. Do tej punkowej twórczości przypisywane jest określenie „prosty”, ale też „szczery” i „melodyjny”, także „surowy”. Pojawia się także pogląd, że kapela jest zespołem koncertowym i w studnio wypada nieco słabiej. Ponadto te same utwory są w komentarzach do twórczości grupy różnie oceniane przez różnych recenzentów, tak że można spotkać opinię pozytywną i negatywną. Co prawda na razie z rzadka, ale pojawiają się już powoli takie określenia w stosunku do Ulicznego Opryszka jak „ikona” czy „legenda” polskiego punk rocka.
Zaproszenie przez Jerzego Owsiaka zespołu do występu na Przystanku Woodstock w 2004 r. było dla grupy dużym wyróżnieniem. Z tej okazji kapela przygotowała specjalny utwór zatytułowany „Jedziemy na Woodstock”. Stał się on festiwalowym przebojem, a bardzo pozytywne przyjęcie przez publiczność zespołu i dobra atmosfera podczas ich występu były zaskoczeniem dla samego Jerzego Owsiaka.
Podczas występów w Jarocinie, w roku 2005, na PRL Festiwalu, kapela zdobyła nagrodę jury, „Złotego Kameleona” wręczanego podczas konkursu będącego przeglądem młodych kapel, a sam występ grupy był bardzo wysoko wówczas oceniony. Jak podano w artykule na temat festiwalu zamieszczonym w Gazecie Jarocińskiej, to właśnie wejście na sceną Ulicznego Opryszka zelektryzowało widownię, a pośród publiczności zawrzało i duża jej część rozkręciła ostrą zabawę pod sceną. Po prostu zespół dał czadu dla grupy fanów, która czekała na jego występ. W pierwszym dniu konkursowym publiczność nie chciała wręcz wypuścić kapeli ze sceny. Walter Chełstowski, niegdyś szef festiwalu, a w 2005 r. przewodniczący jury, wypowiadając się dla tej gazety na temat festiwalu nawiązał do Ulicznego Opryszka oceniając grupę jako rasową, punkową kapelę dla której żywi duży sentyment oraz sympatię, a także że docenia jej muzykę. Przyznał też, że zespół pozytywnie zaskoczył go wykonaniem utworu „Młodość walcząca” grupy Karcer i standardów punkowych lat 80. XX wieku.

## Zespół o sobie
Jedną z podstawowych i ważniejszych postaw zespołu jest ta, wyrażana przez nich oczywiście z pewną dozą przymrużenia oka, która podkreśla przekaz jednego ze sztandarowych ich utworów: Na zawsze punk. I jest to także jeden z ulubionych przez artystów utworów własnych. Dobrze oddaje idee stojące za przekazem płynącym z twórczości kapeli tekst utworu zespołu Karcer, który jest jednym z coverów wykonywanych przez nią, a mianowicie wyżej wymieniona „Młodość walcząca”. Dla muzyków to hymn pokoleń z mądrym choć ostrym przesłaniem. I oczywiście ważne jest również hasło „Punx not dead” traktowane nie jak pusty, prosty slogan lecz odpowiednio, z pomysłem na życie i przeciwstawianiem się często występującym różnorakim absurdom w otaczającej nas rzeczywistości. Swoją muzykę określają jako prosty, czasem melodyjny, a czasem szybki punk rock. Wspólnie tworzone piosenki są przede wszystkim o otaczającej rzeczywistości i problemach życia codziennego takich jak przykładowo bezrobocie czy beznadziejna polityka, problemy społeczne, kwestie skandali związanych z kościołem katolickim. Mimo punkowych korzeni muzycy stwierdzają, iż jak każdy są za normalnością.